# Pure (álbum de The Jesus Lizard)
Pure es el EP debut de The Jesus Lizard, fue lanzado en 1989. El arte de la cubierta fue realizado por el bajista David Wm. Sims. Esta es la única grabación de Jesus Lizard la cual cuenta con la caja de ritmos haciendo las partes de batería. Más tarde el baterista Mac McNeilly se unió al grupo para tocar en las giras y grabar los siguientes álbumes. La canción "Blockbuster" está cantada por el bajista David Wm. Sims, luego fue interpretada por Melvins, con David Yow en voz, en su álbum "The Crybaby".

## Lista de canciones
1. "Blockbuster" - 3:30
2. "Bloody Mary" - 1:59
3. "Rabid Pigs" - 2:09
4. "Starlet" - 2:42
5. "Breaking Up Is Hard to Do" ("Happy Bunny Goes Fluff-Fluff Along") - 3:52

## Créditos
- Duane Denison - Guitarra
- David Wm. Sims - Bajo, voz en Blockbuster
- David Yow - Voz
- Producción - The Jesus Lizard, Steve Albini